# Zbrosławice (gemeente)
De gemeente Zbrosławice (Duits Broslawitz, Dramatal) is een landgemeente in het Poolse woiwodschap Silezië, in powiat Tarnogórski.
De zetel van de gemeente is in Zbrosławice.

## Omgeving
De gemeente grenst aan de steden:
- Tarnówskie Góry, Bytom, Gliwice, Pyskowice, Zabrze

en de gemeenten:
- Tworóg (powiat Tarnogórski)
- Wielowieś (powiat Gliwicki)

## Plaatsen
De volgende plaatsen liggen op het grondgebied van de gemeente:
- Boniowice (sołectwo)
- Czekanów (sołectwo)
- Jasiona (sołectwo)
- Jaśkowice (sołectwo)
- Kamieniec (sołectwo)
- Karchowice (sołectwo)
- Kopienica (sołectwo)
- Księży Las (sołectwo)
- Laryszów (sołectwo)
- Łubie (sołectwo)
- Łubki (sołectwo)
- Miedary (sołectwo)
- Przezchlebie (sołectwo)
- Ptakowice (sołectwo)
- Szałsza (sołectwo)
- Świętoszowice (sołectwo)
- Wieszowa (sołectwo)
- Wilkowice (sołectwo)
- Zawada (sołectwo)
- Zbrosławice (sołectwo, dorp)
- Ziemięcice (sołectwo)

## Oppervlakte gegevens
In 2002 bedroeg de totale oppervlakte van gemeente Zbrosławice 148,71 km², waarvan:
- agrarisch gebied: 70%
- bossen: 20%

De gemeente beslaat 23,14% van de totale oppervlakte van de powiat.

## Demografie
Stand op 30 juni 2004:
| Omschrijving                   | Totaal | Totaal | Vrouwen | Vrouwen | Mannen | Mannen |
| ------------------------------ | ------ | ------ | ------- | ------- | ------ | ------ |
| eenheid                        | aantal | %      | aantal  | %       | aantal | %      |
| inwoners                       | 15 626 | 100    | 7772    | 49,7    | 7854   | 50,3   |
| bevolkingsdichtheid (inw./km²) | 105,1  | 105,1  | 52,3    | 52,3    | 52,8   | 52,8   |

In 2002 bedroeg het gemiddelde inkomen per inwoner 1389,68 zł.